# Plateau Shan
Pour les articles homonymes, voir Shan (homonymie).
Le plateau Shan, ou collines Shan, est une région montagneuse située essentiellement entre la Birmanie et la Thaïlande, et le long de la province chinoise du Yunnan. Ce plateau est nommé d'après l'ethnie shan qui le peuple majoritairement. Il culmine à 2 673 mètres d'altitude au Loi Leng en Birmanie et abrite également le Mong Ling Shan avec 2 641 mètres à la frontière chinoise et le Doi Inthanon, point culminant de la Thaïlande à 2 565 mètres d'altitude. Il est entaillé du nord au sud par le fleuve Salouen.
Le plateau comprend plusieurs massifs sur sa périphérie : les monts Karen au sud-ouest, les monts Dawna et les monts Thanon Thong Chai au sud, les monts Daen Lao au sud-est. Il est prolongé au nord par les monts Hengduan et au sud par la chaîne Tenasserim.

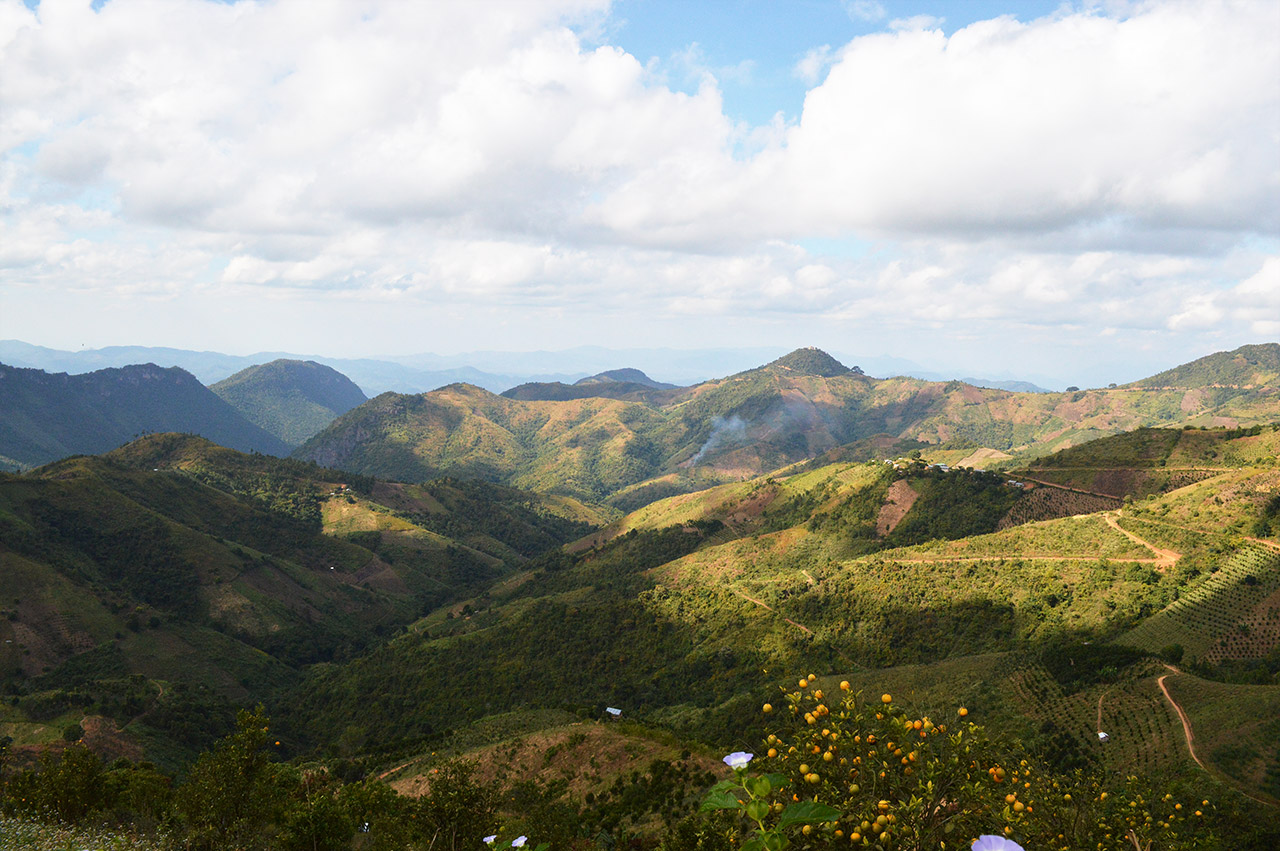
Vue du plateau Shan dans la partie méridionale de l'État du même nom.